# Функція системи
Фу́нкція об'єкта, системи (лат. functio — здійснення, виконання) — діяльність, роль об'єкта в рамках деякої системи, робота, що виконується органом, організмом; роль, значення, чого-небудь.
В інженерному мистецтві і в області психології, функція позначає приналежність до чого-небудь, що використовується, застосовується для прагнень, вирішення завдань, намірів, досягнення мети. Фактично це може бути реалізовано за допомогою використання різних фізичних процесів, і один процес може нести багато функцій (Adam Maria Gadomski, 1987). Наприклад, основна функція годинника, показувати час, може бути реалізована різними фізичними процесами, такими як атомний, електронний або механічний процес.
У багатьох випадках це поняття може бути використане у переносному розумінні, наприклад, віднесенням мети до процесів природного відбору.
У фізиці функції в технічному сенсі не існує, тому що поняття мети не визначене.